# 3D 복강경 시스템
3D 복강경 시스템에 대해 설명한다.

## 정의
3D 이미징 기술이 접목된 복강경 수술 시스템이다. 3D 복강경(scope), 3D 모니터, 광원장치, 영상 프로세서로 구성된다. 일반적인 복강경이 렌즈 1개가 장착돼 2차원 영상으로 복강 내를 비추는 것과 달리, 3D 복강경은 2개의 렌즈를 통해 3차원 영상을 구현한다. 따라서 의료진은 3D 안경을 착용하고 3D 모니터를 보며 수술을 진행한다.

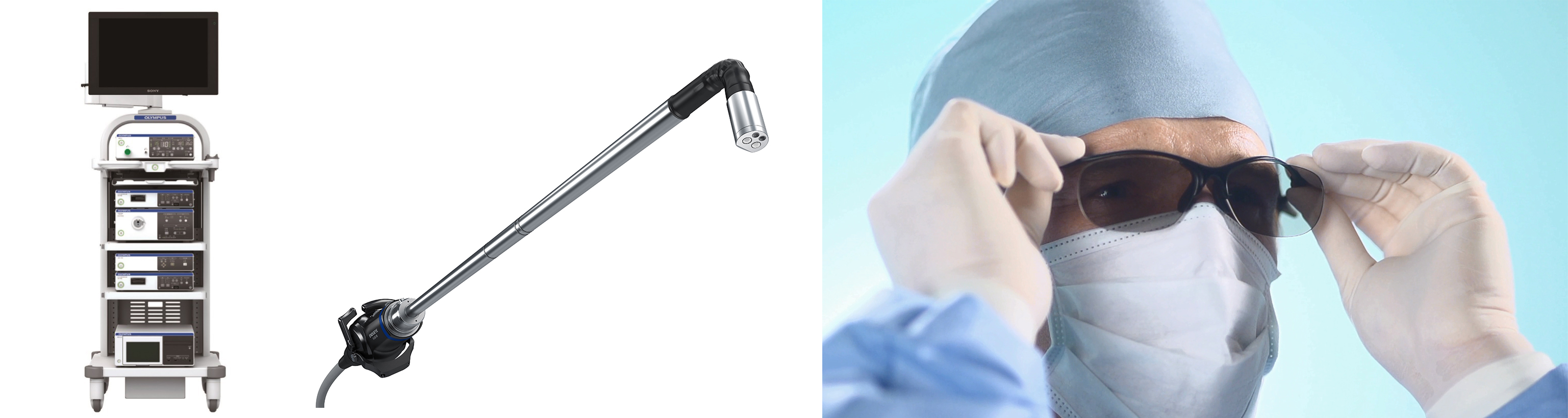
[3D 복강경 시스템]

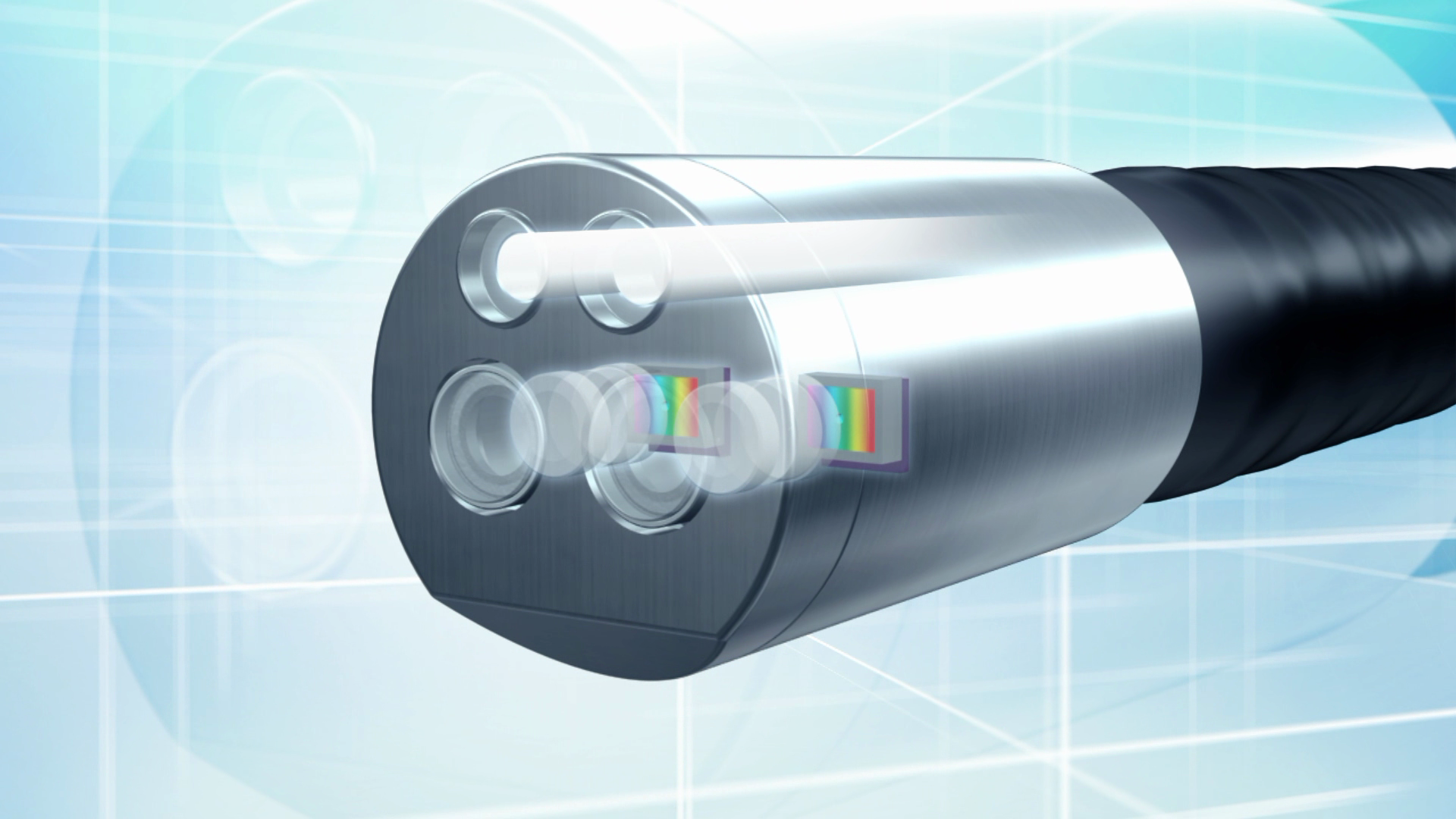
[2개의 렌즈가 3차원 영상을 구현하는 3D 복강경]

## 개발 배경
복강경 수술이 폭넓게 보급되면서, 진단의 정확도는 높이고 환자에게 가는 부담은 더욱 줄이려는 노력이 계속됐다. 일반적인 복강경은 2D 영상으로 이미지를 구현하기 때문에, 입체적인 환자의 뱃속을 평면의 2D 모니터에 의존하며 수술해야 하는 한계가 있으므로, 거리와 깊이를 인식할 수 있도록 3D 영상을 지원하는 3D 복강경 시스템이 개발됐다.

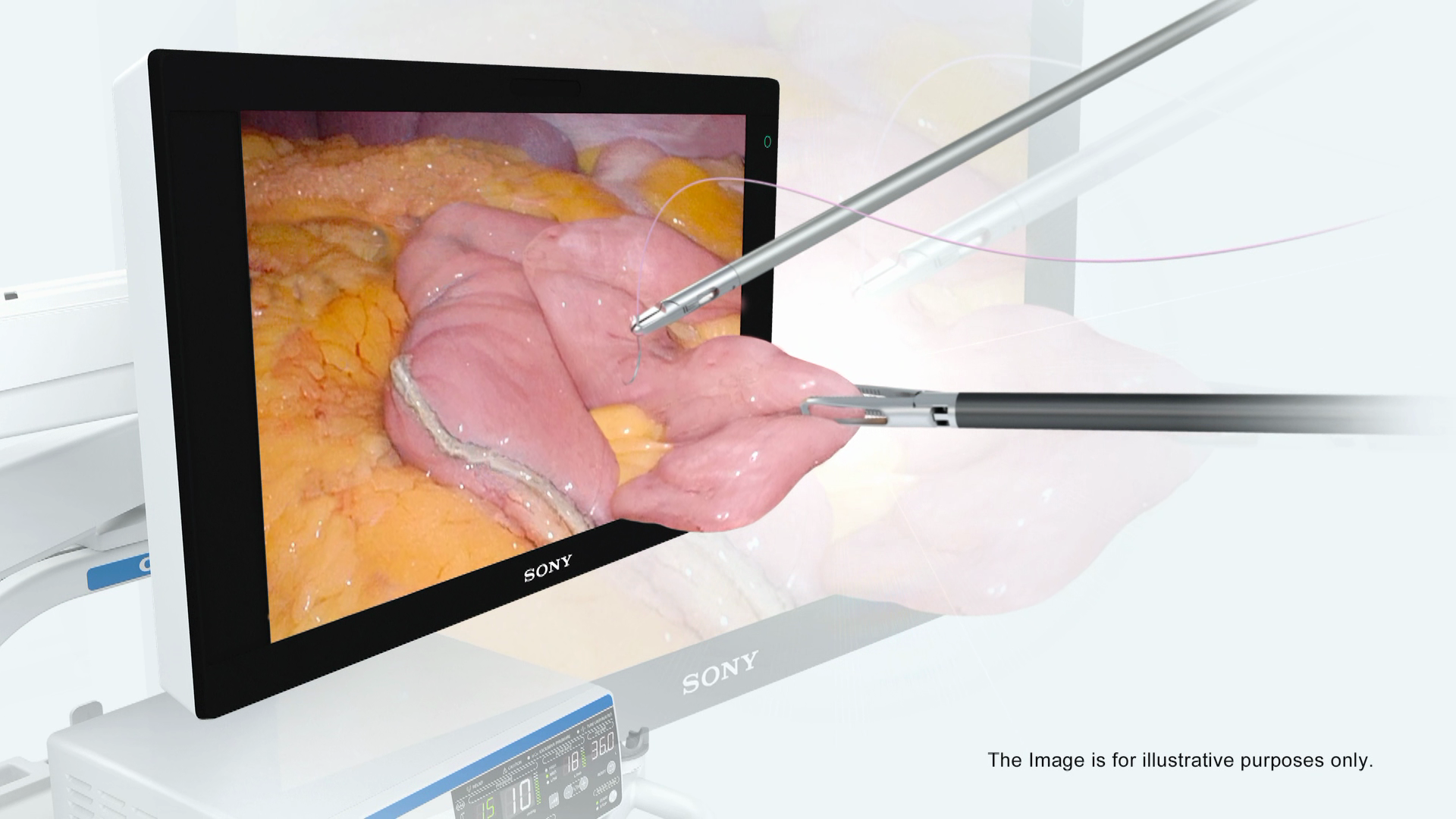
[입체적인 영상을 구현하는 3D 복강경 시스템의 컨셉 이미지]

## 장점
개복하여 뱃속을 직접 육안으로 보는 것과 유사한 사실적인 3D 영상을 구현해, 병변의 깊이나 눈에 보이는 조직과 장기 혹은 수술 도구와의 거리 등을 입체적으로 파악할 수 있도록 돕는다. 결과적으로 정확하고 신속한 복강경 수술이 가능하며, 수술 시간을 단축시키고 환자의 안전성을 향상시킬 수 있다. 아울러 젊은 의사가 복강경을 이용한 수술방법을 배우는 학습소요시간을 단축시키는 효과도 있다.

최근에는 복강경 선단부가 상하좌우 100도까지 구부러지는 연성(flexible) 3D 복강경도 개발됐다. 일자형으로 형태가 고정돼있는 기존의 경성(rigid) 복강경은 대상 부위의 정면만 관찰할 수 있었지만, 카메라가 장착된 선단부가 자유롭게 구부러짐에 따라 정면부터 후면까지 폭넓은 시야로 관찰할 수 있게 되었다. 이에 따라 난이도 높은 수술도 더 빠르고 정확하게 진행할 수 있도록 지원한다.